# Alex Mowatt
Alex James Mowatt (Doncaster, 13 febbraio 1995) è un calciatore britannico, centrocampista del West Bromwich.

## Carriera

### Club
Dopo aver giocato per il junior club Bentley Pumas Doncaster, il Leeds ammira il talento di Mowatt e nel 2003 si trasferisce nell'accademy all'età di 9. Giocando nella giovanili, Mowatt diventò il capitano della squadra Under 18, e firmò il suo primo contratto professionistico. Mowatt nel Leeds Under 18 gestito da Richard Naylor, ha portato la squadra a vincere il campionato di lega durante la stagione 2012/13. Nel Yorkshire Evening Post, Phil Hay ha detto che le prestazioni e lo stile di gioco di Mowatt ricorda Barry Ferguson.
Mowatt debutta ufficialmente nella prima squadra del Leeds, il 27 agosto 2013 nella partita di Coppa di Lega contro il Doncaster vinta per 3-1. Il 5 dicembre 2013 ha rinnovato il contratto fino al 2016 con il club.
Il 9 aprile 2015, alcune squadre di Premier League, mostravano interesse sul giocatore, ma il Leeds, decise di trattenere il giocatore.

### Nazionale
Nell'ottobre del 2013, dopo essere stato visionato dal manager della Nazionale inglese Under-21 Gareth Southgate nella partita contro il Birmingham City, un mese dopo Mowatt è stato convocato nella nazionale Under-19 per il match contro l'Ungheria senza debuttare. Il 5 marzo 2014, ha fatto il suo debutto con l'Under-19 nella partita vinta 3-0 contro la Turchia. Il 25 marzo del 2015, Mowatt è stato convocato nella nazionale Under-20 nel match contro il Messico. Dopo 4 giorni gioca per 79 minuti, la sua prima partita contro gli Stati Uniti.

## Statistiche

### Presenze e reti nei club
Statistiche aggiornate al 23 novembre 2024.
| Stagione                    | Squadra                     | Campionato                  | Campionato | Campionato | Coppe nazionali | Coppe nazionali | Coppe nazionali | Coppe europee | Coppe europee | Coppe europee | Altre coppe | Altre coppe | Altre coppe | Totale | Totale |
| Stagione                    | Squadra                     | Comp                        | Pres       | Reti       | Comp            | Pres            | Reti            | Comp          | Pres          | Reti          | Comp        | Pres        | Reti        | Pres   | Reti   |
| --------------------------- | --------------------------- | --------------------------- | ---------- | ---------- | --------------- | --------------- | --------------- | ------------- | ------------- | ------------- | ----------- | ----------- | ----------- | ------ | ------ |
| 2013-2014                   | Leeds Utd                   | FLC                         | 29         | 1          | FACup+CdL       | 0+2             | 0+0             | -             | -             | -             | -           | -           | -           | 31     | 1      |
| 2014-2015                   | Leeds Utd                   | FLC                         | 38         | 9          | FACup+CdL       | -               | -               | -             | -             | -             | -           | -           | -           | 38     | 9      |
| 2015-2016                   | Leeds Utd                   | FLC                         | 34         | 2          | FACup+CdL       | 1+1             | 0+0             | -             | -             | -             | -           | -           | -           | 36     | 2      |
| 2016-gen. 2017              | Leeds Utd                   | FLC                         | 15         | 0          | FACup+CdL       | 1+4             | 1+0             | -             | -             | -             | -           | -           | -           | 20     | 1      |
| Totale Leeds Utd            | Totale Leeds Utd            | Totale Leeds Utd            | 116        | 12         |                 | 9               | 1               |               | -             | -             |             | -           | -           | 125    | 13     |
| gen.-giu. 2017              | Barnsley                    | FLC                         | 11         | 1          | FACup+CdL       | -               | -               | -             | -             | -             | -           | -           | -           | 11     | 1      |
| ago. 2017                   | Barnsley                    | FLC                         | 1          | 0          | FACup+CdL       | 0+1             | 0+0             | -             | -             | -             | -           | -           | -           | 2      | 0      |
| 2017-2018                   | Oxford Utd                  | FL1                         | 30         | 2          | FACup+CdL       | 1+0             | 0+0             | -             | -             | -             | FLT         | 3           | 1           | 34     | 3      |
| 2018-2019                   | Barnsley                    | FL1                         | 46         | 8          | FACup+CdL       | 3+1             | 0+0             | -             | -             | -             | FLT         | 1           | 0           | 51     | 8      |
| 2019-2020                   | Barnsley                    | FL1                         | 44         | 3          | FACup+CdL       | 2+0             | 0+0             | -             | -             | -             | -           | -           | -           | 46     | 3      |
| 2020-2021                   | Barnsley                    | FL1                         | 44+2       | 8          | FACup+CdL       | 3+3             | 0+0             | -             | -             | -             | -           | -           | -           | 52     | 8      |
| Totale Barnsley             | Totale Barnsley             | Totale Barnsley             | 146+2      | 20         |                 | 13              | 0               |               | -             | -             |             | 1           | 0           | 162    | 20     |
| 2021-2022                   | West Bromwich               | FLC                         | 34         | 4          | FACup+CdL       | -               | -               | -             | -             | -             | -           | -           | -           | 34     | 4      |
| ago. 2022                   | West Bromwich               | FLC                         | 1          | 0          | FACup+CdL       | 0+1             | 0+0             | -             | -             | -             | -           | -           | -           | 2      | 0      |
| 2022-2023                   | Middlesbrough               | FLC                         | 28+2       | 0          | FACup+CdL       | 1+0             | 0+0             | -             | -             | -             | -           | -           | -           | 31     | 0      |
| 2023-2024                   | West Bromwich               | FLC                         | 43+2       | 2          | FACup+CdL       | 2+1             | 0+0             | -             | -             | -             | -           | -           | -           | 48     | 2      |
| 2024-2025                   | West Bromwich               | FLC                         | 16         | 3          | FACup+CdL       | -               | -               | -             | -             | -             | -           | -           | -           | 16     | 3      |
| Totale West Bromwich Albion | Totale West Bromwich Albion | Totale West Bromwich Albion | 94+2       | 9          |                 | 4               | 0               |               | -             | -             |             | -           | -           | 100    | 9      |
| Totale carriera             | Totale carriera             | Totale carriera             | 414+6      | 43         |                 | 28              | 1               |               | -             | -             |             | 4           | 1           | 452    | 45     |